# Johnny Baldwin
Johnny Baldwin (ur. 30 marca 1927 we Fresno, zm. 19 maja 2000 w Sonorze) – amerykański kierowca wyścigowy.

## Kariera
Karierę wyścigową Baldwin rozpoczął w 1946 roku od wyścigów midgetów w rodzinnym Fresno, ale wkrótce potem przeprowadził się w rejon zatoki San Francisco. W latach 1952–1961 wygrał ponad 125 wyścigów organizowanych przez BCRA i zdobył dziewięć mistrzowskich tytułów tej organizacji.
Rywalizował także sprint carami, wygrywając nimi ponad 30 wyścigów w północnej Kalifornii. Podjął nieudaną próbę zakwalifikowania się Ferrari do Indianapolis 500 w 1956 roku oraz rok później w Kurtis Krafcie. Uczestniczył w wyścigach USAC w latach 1956–1957. Zrezygnował ze ścigania w 1966 roku.

## Wyniki w Formule 1
W latach 1950–1960 wyścig Indianapolis 500 był eliminacją Mistrzostw Świata Formuły 1.
| Rok  | Zespół             | Samochód          | Silnik             | Wyniki w poszczególnych eliminacjach | Wyniki w poszczególnych eliminacjach | Wyniki w poszczególnych eliminacjach | Wyniki w poszczególnych eliminacjach | Wyniki w poszczególnych eliminacjach | Wyniki w poszczególnych eliminacjach | Wyniki w poszczególnych eliminacjach | Wyniki w poszczególnych eliminacjach | Pkt. | Msc. |
| ---- | ------------------ | ----------------- | ------------------ | ------------------------------------ | ------------------------------------ | ------------------------------------ | ------------------------------------ | ------------------------------------ | ------------------------------------ | ------------------------------------ | ------------------------------------ | ---- | ---- |
| 1956 |                    |                   |                    | Argentyna                            | Monako                               | Stany Zjednoczone                    | Belgia                               | Francja                              | Wielka Brytania                      | Niemcy                               | Włochy                               | 0    | NS   |
| 1956 | Bardahl-Ferrari    | Ferrari 375S      | Ferrari 4,5 V12    | -                                    | -                                    | NZ                                   | -                                    | -                                    | -                                    | -                                    | -                                    | 0    | NS   |
| 1957 |                    |                   |                    | Argentyna                            | Monako                               | Stany Zjednoczone                    | Francja                              | Wielka Brytania                      | Niemcy                               | Włochy                               | Włochy                               | 0    | NS   |
| 1957 | Central Excavating | Kurtis Kraft 500C | Offenhauser 4,5 R4 | -                                    | -                                    | NZ                                   | -                                    | -                                    | -                                    | -                                    | -                                    | 0    | NS   |